# الموضح في التجويد (كتاب)
الموضح في التجويد، مؤلفه: هو عبد الوهاب بن محمد بن عبد الوهاب بن عبد القدوس أبو القاسم الأنصاري القرطبي المقرئ، رحل، وقرأ بالروايات على: أبي علي الأهوازي، وأبي القاسم الزيدي، وابن نفيس، وسمع من أبي الحسن ابن السمسار، صاحب كتاب: «المفتاح في القراءات» توفي سنة (461هـ).
قال عنه الذهبي: «كان خطيبا بليغا مجودا للقراءات، بصيرا بها، عارفا بطرقها. رحل الناس إليه».
والكتاب في علم التجويد، وهو العلم الذي يبحث في الكلمات القرآنية، من حيث إعطاء الحروف حقها ومستحقها، وحق الحرف هو: مخرجه وصفاته التي لا تفارقه كالهمس والجهر. ومستحقه هو الصفات التي يوصف بها الحرف أحيانا، وتفارقه أحيانا، كالتفخيم، والترقيق بالنسبة للراء.
وقد ذكر المؤلف فيه عددا من الأبواب في علم التجويد، ويتميز عن غيره من كتب التجويد بأنه اهتم كثيرا بمخارج الحروف وصفاتها، كما اهتم بأصوات اللغة العربية وفق منهج واضح، هو ما قلَّ وجوده في أي كتاب آخر، وأبان المؤلف عن موضوع الكتاب فقال: «أذكر فيه معنى اللحن في موضوع اللغة وحدّه، وحقيقته في العرف والمواضعة، والسبب الذي من أجله علق بالألسنة وفشا في كلام العرب، وأبين المقصود بالتنبيه عليه والمراد من الإعلان بالتحذير منه، وما الفائدة الحاصلة بذلك والثمرة المجتناة عنه، ثم أشفع ذلك بالكلام عليه من جهة التفصيل والتقسيم، وأبعث على تجويد القراءة بذكر ما يستقبح منها ويستحسن ويختار منها ويستهجن بقدر الطافة ومنتهى الوسع والإمكان».

## موضوع الكتاب
الكتاب في علم التجويد، وهو العلم الذي يبحث في الكلمات القرآنية، من حيث إعطاء الحروف حقها ومستحقها، وحق الحرف هو: مخرجه وصفاته التي لا تفارقه كالهمس والجهر. ومستحقه هو الصفات التي يوصف بها الحرف أحيانا، وتفارقه أحيانا، كالتفخيم، والترقيق بالنسبة للراء.
وقد ذكر المؤلف فيه عددا من الأبواب في علم التجويد، ويتميز عن غيره من كتب التجويد بأنه اهتم كثيرا بمخارج الحروف وصفاتها، كما اهتم بأصوات اللغة العربية وفق منهج واضح، هو ما قلَّ وجوده في أي كتاب آخر، وأبان المؤلف عن موضوع الكتاب فقال: «أذكر فيه معنى اللحن في موضوع اللغة وحدّه، وحقيقته في العرف والمواضعة، والسبب الذي من أجله علق بالألسنة وفشا في كلام العرب، وأبين المقصود بالتنبيه عليه والمراد من الإعلان بالتحذير منه، وما الفائدة الحاصلة بذلك والثمرة المجتناة عنه، ثم أشفع ذلك بالكلام عليه من جهة التفصيل والتقسيم، وأبعث على تجويد القراءة بذكر ما يستقبح منها ويستحسن ويختار منها ويستهجن بقدر الطافة ومنتهى الوسع والإمكان».

## سبب تأليف الكتاب
ذكر المؤلف سبب تأليف الكتاب فقال: «ولما رأيت الناشئين من قَرَأَة هذا الزمان وكثيرا من منتهيهم قد أغفلوا اصطلاح ألفاظهم من شوائب اللحن الخفي، وأهملوا تصفيتها من كدره وتخلصها من درنه، حتى مرنت على الفساد ألسنتهم، وارتاضت عليه طباعهم، وصار لهم عادة، بل تمكن منهم تمكن الغريزة...رأيت لفرط الحاجة إل ذلك وعظن الغناء والفائدة به أن أقتضب فيه مقالا يهز عطف الفاتر...أذكر فيه معنى اللحن في موضوع اللغة وحدّه، وحقيقته في العرف والمواضعة، والسبب الذي من أجله علق بالألسنة وفشا في كلام العرب، وأبين المقصود بالتنبيه عليه والمراد من الإعلان بالتحذير منه».

## موضوعات الكتاب
قسم المؤلف عدة أبواب نذكر أهمها، فمنها: 
- فصل في بيان معنى اللحن في موضوع اللغة.
- فصل في حد اللحن وحقيقته في العرف والمواضعة.
- فصل في ما يستفاد بتهذيب الألفاظ وماذا تكون الثمرة الحاصلة عند تثقيف اللسان.
- الباب الأول: في الكلام على بسيط الحروف.
- الباب الثاني: في ما يعرض في هذه الحروف من الأحكام.
- الباب الثالث: في الكلام على الحركات والسكون.